# چن لی جو
چن لی جو (انگلیسی: Chen Li-ju؛ زادهٔ ۲۴ april ۱۹۸۱ (۴۳ سال)) ورزشکار تیراندازی با کمان اهل چین است.
وی در مسابقات کشوری و بین‌المللی در مجموع برندهٔ ۱ مدال برنز شده‌است.